# Novembre 1800

## Événements
- 1er novembre, États-Unis :
  - Fin de la construction de la maison présidentielle (appelée Maison-Blanche à partir de 1901), les portiques ne seront toutefois ajoutés qu'en 1825, elle est dès lors habitée par le président John Adams et sa femme. Le siège du gouvernement américain est transféré à Washington.
  - Middlebury College se voit accorder une charte par l'Assemblée générale du Vermont.

- 17 novembre :
  - Le Congrès des États-Unis tient sa première session à Washington D.C..
  - Empire russe (5 novembre du calendrier julien) : rencontre de Paul Ier avec le duc de Serracapriola, ambassadeur des Deux-Siciles. Le tsar se déclare favorable à une réunion des deux Églises[1].

- 21 novembre, France : fondation de la congrégation religieuse féminine des Dames du Sacré-Cœur par Madeleine-Sophie Barat.

- 22 novembre : reprise des hostilités en Allemagne[2].

## Naissances
- 4 novembre : 
  - Eduard Brendler, flûtiste et compositeur suédois († 16 août 1831).
- 30 novembre : Franz Unger (mort en 1870), botaniste, paléontologue et spécialiste de la physiologie végétale autrichien.